# 穆爾琴

穆爾琴（西班牙語：Mulchén），是智利的城市，位於該國中部比奧比奧大區的比奧比奧省，始建於1875年11月30日，面積1,925.3平方公里，海拔高度116米，2012年人口27,557人，人口密度每平方公里14人。
37°43′0″S 72°14′0″W / 37.71667°S 72.23333°W